# Cecília Olliveira
Cecília Olliveira (Contagem) é jornalista investigativa especializada em segurança pública, dedicada à cobertura do tráfico de drogas e de armas e a violência.
É diretora executiva e fundadora do Instituto Fogo Cruzado, fellow da Shuttleworth Foundation, diretora da Associação Brasileira de Jornalismo Investigativo (ABRAJI) e co-fundadora do The Intercept Brasil. Ela é ainda membro do conselho deliberativo da Transparência Brasil, organização focada na transparência, integridade e controle social do poder público; membro do conselho consultivo do Data Privacy Brasil, pioneiro no oferecimento de cursos específicos nas áreas de privacidade e proteção de dados no Brasil; membro do conselho consultivo da Agência Pública, primeira agência de jornalismo investigativo sem fins lucrativos do Brasil; membro do conselho do Instituto HUB, instituto privado sem fins lucrativos que tem por finalidade servir de plataforma física e virtual aos diferentes atores do ecossistema local e regional de inovação e empreendedorismo; membro do conselho do Coletivo Papo Reto, coletivo de comunicação independente composto por jovens ativistas moradores dos Complexos do Alemão e da Penha, no Rio de Janeiro; membro do conselho do Security Sector Reform Advisory Network to the United Nations; membro do Institute for Integrated Transitions – Latin America Regional Advisory Council; e membro do Unidas Women’s Network unites women from Germany, Latin America and the Caribbean.

## Biografia
Cecília Olliveira nasceu em 14 de janeiro de 1980, em Contagem, Minas Gerais, onde começou a vida profissional como operária em uma fábrica de válvulas cardíacas. Em 2005, formou-se em jornalismo pela UNI-BH. Em 2008, concluiu a pós-graduação em Criminalidade e Segurança Pública no Centro de Estudos de Criminalidade e Segurança Pública da Universidade Federal de Minas Gerais (UFMG) e em Políticas de Drogas, VIH y Derechos Humanos pela Universidade do Texas. Cursou, como bolsista da Open Society em Londres, o Latin American Advocacy Fellowship Program on Drug Policy Reform.
Em 2009, mudou-se para o Rio de Janeiro para direcionar sua carreira profissional à cobertura de segurança pública. Durante esse tempo, foi consultora de comunicação da LEAP Brasil e assessora de comunicação do PRVL (Programa de Redução da Violência Letal contra Adolescentes e Jovens), uma Iniciativa do Observatório de Favelas realizada em Conjunto com o Fundo das Nações Unidas para a Infância  (UNICEF) e a Secretaria de Direitos Humanos da Presidência da República. Coordenou a equipe de comunicação da Redes da Maré, editorando o jornal Maré de Notícias. 
Atualmente é membro do conselho consultivo da United Nations Security Sector Reform Unit - ONU, da Agência Pública do ISER - Instituto de Estudos da Religião e do Coletivo Papo Reto, coletivo de comunicação independente composto por jovens ativistas moradores dos Complexos do Alemão e da Penha, no Rio de Janeiro. 
Foi ainda consultora na Anistia Internacional, onde em 2016, criou o projeto que mais tarde viria a se tornar o Instituto Fogo Cruzado. Também em 2016, trabalhou como pesquisadora junto ao jornalista inglês Misha Glenny, autor do livro O Dono do Morro, que conta a vida do Nem da Rocinha, na época, um dos traficantes ma.is procurados do país. Em 2016, co-fundou o The Intercept Brasil, onde por 5 anos atuou como jornalista, colunista e editora contribuinte. Em 2021 Cecília deixou o Intercept, mas retornou em 2022. Em 2021, foi colunista e repórter do El País.

## Fogo Cruzado
O Instituto Fogo Cruzado foi idealizado em 2015 como um projeto feito dentro da Anistia Internacional, sob a coordenação de Cecília Olliveira, que buscava dados sobre tiroteios e balas perdidas no Rio de Janeiro para sua cobertura sobre o ciclo dos grandes eventos que culminaram nas Olimpíada. Surpreendida com a ausência de indicadores, ela passou a contabilizar manualmente tiroteios e disparos de arma de fogo por um monitoramento em redes sociais, informes policiais e imprensa. Surgia então o embrião do Fogo Cruzado, que foi lançado em 2016, cobrindo informações de toda a Região Metropolitana do Rio de Janeiro. Em abril de 2018, ampliou sua cobertura para a Região Metropolitana do Recife, em julho de 2022, para a Região Metropolitana de Salvador., e em novembro de 2023, para a Região Metropolitana de Belém.
Hoje, o Fogo Cruzado é formalmente um Instituto que usa tecnologia para produzir e divulgar dados abertos e colaborativos sobre violência armada.
Com uma metodologia própria e inovadora, o laboratório de dados do Instituto produz mais de 30 indicadores inéditos sobre violência armada e suas consequências em 49 cidades das 3 regiões metropolitanas em que atua. Através de um aplicativo de celular, o Fogo Cruzado recebe e disponibiliza informações sobre tiroteios, checadas em tempo real, que estão no maior banco de dados aberto sobre violência armada da América Latina, que pode ser acessado gratuitamente pela API do Instituto.

## The Intercept Brasil
O Intercept Brasil foi lançado em 2016 e é um veículo jornalístico dedicado à responsabilização dos poderosos por meio de um jornalismo destemido e combativo. Suas investigações aprofundadas e suas análises implacáveis se concentram em política, corrupção, meio ambiente, segurança pública, tecnologia, mídia e muito mais. O Intercept dá aos seus jornalistas a liberdade editorial e o suporte legal de que precisam para expor a corrupção e a injustiça onde quer que as encontrem.

## Prêmios
●      AMAERJ Patrícia Accioli de Direitos Humanos – 2018
Com o Fogo Cruzado, conquistou o terceiro lugar no 7° Prêmio Amaerj Patrícia Acioli de Direitos Humanos, na categoria “Práticas Humanísticas”, que visa contemplar “cidadãos e entidades que se destacam pela criação, planejamento, implementação e institucionalização de práticas voltadas para os Direitos Humanos e Cidadania”.
●      Atlas of Innovation for Economic Stability – 2018
Associado(s) a Fogo Cruzado. O Fogo Cruzado foi destaque como uma das iniciativas mais inovadoras do mundo na publicação “Atlas da Inovação para a Estabilidade Econômica”, da FHI 360 (A Ciência de Melhorar Vidas), financiado pela Rockefeller Foundation, nos EUA. Ao todo foram listadas 63 iniciativas que usam tecnologia e dados como ferramentas que promovem estabilidade para pessoas, comunidades e países. O Brasil recebeu destaque devido a sua vulnerabilidade na segurança pública, do qual o Rio de Janeiro tem sido um grande exemplo.
●      Prêmio Gabo 2019
Finalista na Categoria “Inovação”, com a reportagem “O fim de uma facção”, feita em parceria com Yuri Eiras.
●      Sim a Igualdade Racial 2019
Finalista na categoria “Raça em Pauta”. O Prêmio busca reconhecer os principais nomes e iniciativas que atuam em prol da Igualdade Racial no Brasil.
●      OJAs – Online Journalism Awards – 2020
Finalista na categoria Feature, com “Arsenal Global: Rodamos as ruas do Rio depois de tiroteios e achamos balas fabricadas até na Europa da Guerra Fria”.
●      Prêmio Vladimir Herzog de Anistia e Direitos Humanos – 2020
Menção Honrosa na categoria “Produção Jornalística em Multimídia” com a matéria publicada no The Intercept “Arsenal Global: Rodamos as ruas do Rio depois de tiroteios e achamos balas fabricadas até na Europa da Guerra Fria”.
●      Sim a Igualdade Racial 2020
Finalista na categoria “Raça em Pauta”. O Prêmio busca reconhecer os principais nomes e iniciativas que atuam em prol da Igualdade Racial no Brasil.
●      Prêmio One World Media 2020
Finalista na Categoria “Digital Media” com a matéria “Arsenal Global: Rodamos as ruas do Rio depois de tiroteios e achamos balas fabricadas até na Europa da Guerra Fria”.
●      Sigma Data Journalism Awards 2020
Representando o The Intercept Brasil, foi finalista na categoria “Digital Media” com a matéria “Arsenal Global: Rodamos as ruas do Rio depois de tiroteios e achamos balas fabricadas até na Europa da Guerra Fria”. Na mesma edição do prêmio, também foi finalista na categoria "Open Data" com a API de dados sobre violência armada nas regiões metropolitanas do Rio de Janeiro e Recife pelo seu trabalho com o Instituto Fogo Cruzado.
●      Prêmio República de Valorização do Ministério Público Federal – 2020
Com o Fogo Cruzado,ficou em 3° lugar no 8º Prêmio República de Valorização do Ministério Público Federal – MPF na categoria Responsabilidade Social. A categoria inclui a Participação Comunitária, que destaca práticas que ajudam pessoas em situações de vulnerabilidade, que é exatamente o que o Fogo Cruzado faz, permitindo que usuários possam planejar seu deslocamento de acordo com a situação do momento.
●      Prêmio Repórteres Sem Fronteiras – 2020
Foi indicada ao prêmio por Impacto por ser uma das vozes que importam na promoção do jornalismo plural e independente no país.
●      Prêmio Instituto Innovare – 2021
Homenagem concedida pelo Instituto Innovare, pela ideia do Instituto Fogo Cruzado, que foi segundo colocado na categoria Justiça e Cidadania no 18º Prêmio.
●      Prêmio Cláudio Weber Abramo de Jornalismo de Dados – 2021
Finalista com a vídeo-reportagem ‘O ‘carro da linguiça’ e outras chacinas sobre rodas que exterminam a periferia e o governo ignora.
●      Moção de elogio e reconhecimento ao trabalho e trajetória de vida admirada – 2021
Reconhecimento da Câmara Municipal do Rio de Janeiro como uma das personalidades negras de destaque na luta pela justiça racial - concedida pela vereadora Thais Ferreira (Psol) que também é autora do Projeto de Lei que institui um Estatuto Municipal de Igualdade Racial/2021.
●      Prêmio Marielle Franco – 2022
O Prêmio homenageia instituições e personalidades que defendem os direitos humanos.
●      Prêmio Troféu Mulher Imprensa – 2023
Vencedora da categoria “Multimídia - Líder, Diretora ou Editora de redação”.